# (325588) Bridzius
(325588) Bridzius est un astéroïde de la ceinture principale.

## Description
(325588) Bridzius est un astéroïde de la ceinture principale. Il fut découvert le 19 septembre 2009 à Moletai par Kazimieras Černis et Justas Zdanavičius. Il présente une orbite caractérisée par un demi-grand axe de 3,16 UA, une excentricité de 0,14 et une inclinaison de 5,9° par rapport à l'écliptique.